# Рик Флаг-старший (Вселенная DC)
1. перенаправление Рик Флаг#Расширенная вселенная DC / Вселенная DC